# NGC 7096
NGC 7096 је спирална галаксија у сазвежђу Индијанац која се налази на NGC листи објеката дубоког неба.
Деклинација објекта је - 63° 54' 30" а ректасцензија 21h 41m 19,1s. Привидна величина (магнитуда) објекта NGC 7096 износи 11,9 а фотографска магнитуда 12,8. Налази се на удаљености од 36,7000 милиона парсека од Сунца. NGC 7096 је још познат и под ознакама IC 5121, ESO 107-46, AM 2137-640, IRAS 21373-6408, PGC 67168.